# Восточное (Краснотуранский район)
Восточное — село в Краснотуранском районе Красноярского края. Административный центр Восточенского сельсовета.

## География
Село находится в юго-западной части края, в пределах Минусинской котловины, на левом берегу ручья Устинов, на расстоянии приблизительно 24 километров (по прямой) к юго-юго-востоку (SSE) от села Краснотуранск, административного центра района.
Климат
Климат характеризуется как резко континентальный, с продолжительной морозной зимой и жарким летом. Среднегодовая температура воздуха составляет −1,6°С. Средняя температура воздуха самого тёплого месяца (июля) составляет 18,9 °C (абсолютный максимум — 34 °C); самого холодного (января) — −23,2 °C (абсолютный минимум — −54 °C). Среднегодовое количество атмосферных осадков составляет 389 мм, из которых 82 % выпадает в тёплый период.

## Население
| 2010 |
| ---- |
| 826  |

Половой состав
По данным Всероссийской переписи населения 2010 года в гендерной структуре населения мужчины составляли 50,2 %, женщины — соответственно 49,8 %.
Национальный состав
Согласно результатам переписи 2002 года, в национальной структуре населения русские составляли 89 % из 859 чел.